# 16 Pułk Zmechanizowany
16 Pułk Zmechanizowany Ułanów Wielkopolskich im. gen. Gustawa Orlicz-Dreszera (16 pz) – dawny oddział wojsk zmechanizowanych Sił Zbrojnych RP.
Pułk został sformowany w 1989 w garnizonie Słupsk na bazie 16 Dnowsko-Łużyckiego Pułku Czołgów Średnich.
1 maja 1994 roku na bazie 16 pz oraz 34 batalionu obrony wybrzeża powstała 7 Brygada Zmechanizowana. W skład brygady wszedł również 1 batalion zmechanizowany z 36 pułku zmechanizowanego. Rozformowywany 16 pułk zmechanizowany przekazał nowo formującej się 3 Brygadzie Pancernej z Trzebiatowa swój batalion czołgów.

## Tradycje pułku

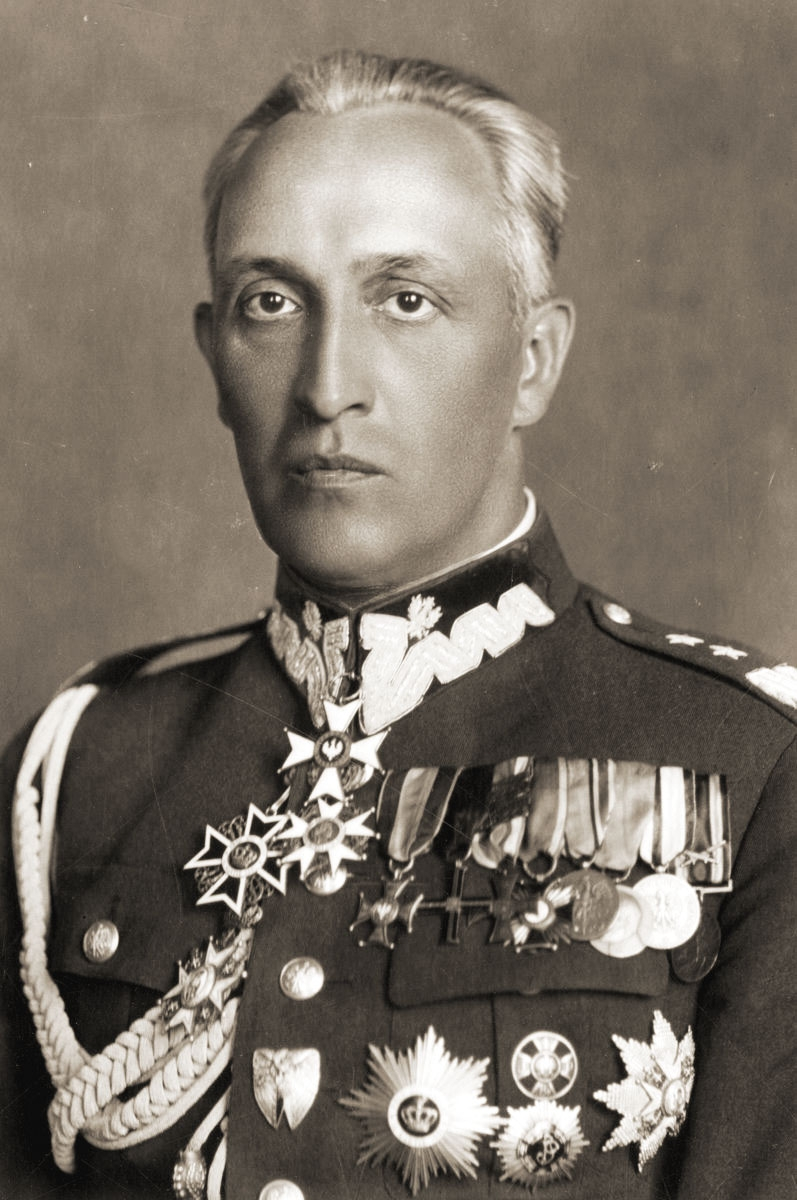
Gustaw Orlicz-Dreszer

Z dniem 26 lipca 1992, na podstawie decyzji Nr 57/MON Ministra Obrony Narodowej z dnia 13 lipca 1992 r. pułk otrzymał nazwę wyróżniającą „Ułanów Wielkopolskich ”i imię gen. Gustawa Orlicz-Dreszera oraz przyjął dziedzictwo tradycji:
- 2 Wielkopolska Brygada Kawalerii Narodowej (1789–1794),
- 16 Pułk Ułanów Księstwa Warszawskiego (1809–1814),
- 1 Pułk Jazdy Kaliskiej (1830–1831),
- 16 Pułk Ułanów Wielkopolskich im. gen. Gustawa Orlicz–Dreszera.

## Struktura
Pułk posiadał typową strukturę pułku zunifikowanego (dwa bcz i dwa bz). 2 bcz był w rzeczywistości batalionem szkolnym. Szkolono w nim załogi czołgów T-55 AM Merida. W dwóch kompaniach szkolono dowódców czołgów, działonowych i ładowniczych, a w trzeciej mechaników - kierowców.

## Żołnierze pułku
Dowódcy pułku
- mjr Marcinkowski
- mjr dypl. Olszówka
- ppłk dypl. Mieczysław Koziński

Oficerowie
- Bogdan Krupa